# Macrocarpaea acuminata
Macrocarpaea acuminata är en gentianaväxtart som beskrevs av Richard E. Weaver. Macrocarpaea acuminata ingår i släktet Macrocarpaea och familjen gentianaväxter. Inga underarter finns listade i Catalogue of Life.